# Teo Grönborg
Teo Grönborg, född 22 april 2002, är en svensk fotbollsspelare som spelar (mittfältare) för Umeå FC, utlånad från Degerfors IF.

## Karriär
I juli 2025 lånades han ut till Superettan-klubben Umeå FC säsongen ut.

## Statistik

### Klubbstatistik
| Klubb                                                  | Säsong            | Inhemsk liga      | Inhemsk liga | Inhemsk liga | Nat. täv. | Nat. täv. | Internat. täv. | Internat. täv. | Totalt | Totalt |
| Klubb                                                  | Säsong            | Serie             | SM           | Mål          | SM        | Mål       | SM             | Mål            | SM     | Mål    |
| ------------------------------------------------------ | ----------------- | ----------------- | ------------ | ------------ | --------- | --------- | -------------- | -------------- | ------ | ------ |
| IF Brommapojkarna                                      | 2020              | Ettan Norra       | 0            | 0            | 1         | 0         | 0              | 0              | 1      | 0      |
| IF Brommapojkarna                                      | 2021              | Ettan Norra       | 2            | 0            | 0         | 0         | 0              | 0              | 2      | 0      |
| IF Brommapojkarna                                      | Totalt i klubblag | Totalt i klubblag | 2            | 0            | 1         | 0         | 0              | 0              | 3      | 0      |
| Täby FK                                                | 2022              | Ettan Norra       | 29           | 2            | 1         | 0         | 0              | 0              | 30     | 2      |
| Täby FK                                                | 2023              | Ettan Norra       | 29           | 3            | 1         | 0         | 0              | 0              | 30     | 3      |
| Täby FK                                                | Totalt i klubblag | Totalt i klubblag | 58           | 5            | 2         | 0         | 0              | 0              | 60     | 5      |
| Degerfors IF                                           | 2024              | Superettan        | 24           | 1            | 0         | 0         | 0              | 0              | 24     | 1      |
| Degerfors IF                                           | 2025              | Allsvenskan       | 0            | 0            | 0         | 0         | 0              | 0              | 0      | 0      |
| Degerfors IF                                           | Totalt i klubblag | Totalt i klubblag | 24           | 1            | 0         | 0         | 0              | 0              | 24     | 1      |
| Antal matcher och mål är korrekt per den 30 mars, 2025 |                   |                   |              |              |           |           |                |                |        |        |